# Batalla de Lifford
La Batalla de Lifford tuvo lugar en Lifford, condado de Donegal, Irlanda, en 1600 durante la Guerra de los Nueve Años. Un ejército anglo-irlandés mandado por Sir John Bolles y los jefes gaélicos Niall Garve O'Donnell y Sir Arthur O'Neill capturó la ciudad estratégica de Lifford. Un intento posterior de reconquistar la ciudad liderado por Red Hugh O'Donnell fracasó.

## Contexto
Lifford era una ubicación importante desde el punto de vista tanto estratégico como político, al estar situada en la confluencia de los ríos Finn y Mourne que da lugar al Foyle y había sido un baluarte tradicional de la familia O'Donnell. Niall era un pretendiente rival de Hugh a la jefatura del clan, y su presencia en Lifford fortaleció sus pretensiones.
Niall había luchado junto a los rebeldes, liderados por Tyrone y su cuñado Red Hugh, pero había cambiado de bando tras el desembarco inglés en Derry ese mismo año. Niall apoyó entonces a la Corona con un número significativo de tropas gaélicas, tras haber quedado al mando mientras Red Hugh se encontraba luchando en Connaught. Hugh montó en cólera ante la deserción de Niall y mató a su hijo menor como represalia.

## Captura
Las fuerzas de la Corona capturaron Lifford el 8 de octubre. Al acercarse a la ciudad, la guarnición rebeldes que la custodiaba prendió fuego al castillo y se retiró, pero gran parte de la ciudad quedó intacta. Red Hugh trató de recuperar Lifford inmediatamente, pero su intentona  - que implicó varias escaramuzas alrededor de Finn Castle - fracasó dejando doce muertos en cada bando. Se estableció entonces un bloqueo con la esperanza de forzar la rendición por hambre. Red Hugh recibió el refuerzo de mercenarios escoceses redshank contratados por su madre en su nombre.

## Batalla
Al final de octubre la guarnición realizó una salida para obligar a los sitiadores a luchar. Niall Garve dirigió las fuerzas de caballería y durante la batalla Giall Harve se enfrentó al hermano menor de Hugh, Manus O'Donnell en combate singular.
Aunque la presión sobre Lifford se mantuvo, la guarnición consiguió resistir con seguridad el resto de la guerra.

## Consecuencias
El éxito en Lifford validó la estrategia de Docwra  de formar alianzas con las fuerzas gaélicas locales, lo que fue criticado por algunos de su colegas. La deserción de Niall Garve O'Donnell fue una de las muchas que se dieron entre los poderosos jefes gaélicos del Úlster, lo que gradualmente cambió el equilibrio de poder. A lo largo de los siguientes dos años, otras ubicaciones importantes como Donegal, que fue capturado por Niall Garve, y Ballyshannon fueron conquistados por las fuerzas anglo-irlandesas. Estas se convirtieron en parte de una pinza que permitió a las tropas gubernamentales de Derry, Dublín y Carrickfergus entrar al corazón de la rebelión en el Condado de Tyrone.
Después del Tratado de Mellifont pusiera fin a la guerra en 1603, Lifford continuó siendo un importante puesto militar. Fue capaz de resistir durante la rebelión de O'Doherty en 1608 y las tropas de la ciudad consiguieron finalmente suprimir la rebelión.